# Museo de Arte Yemisi Shyllon
El Museo de Arte Yemisi Shyllon es un museo de arte contemporáneo en Lekki, Estado de Lagos, Nigeria.

## Historia
La idea con la creación del museo fue del príncipe yoruba de Abeokuta, Yemisi Shyllon, quien recopiló 55 000 fotografías y 7000 obras de arte. La colección de Shyllon contiene obras de artistas nigerianos, pero también contiene obras de arte de artistas de otros países africanos como Ghana., Senegal, Sudáfrica, Camerún y Togo. El museo fue diseñado por el arquitecto hispano-nigeriano Jesse Castellote, que contiene alrededor de 12000 obras de arte que fueron donadas principalmente por Shyllon. Las dos primeras exhibiciones del museo fueron sobre arte nigeriano. Este es el primer museo universitario financiado con fondos privados de Nigeria. En septiembre de 2014, Yemisi Shyllon presentó la idea para la creación del museo en la Pan-Atlantic University. En junio de 2015, Yemisi Shyllon realizó varias donaciones para la construcción del museo. La construcción del museo comenzó en 2018. El museo fue inaugurado en octubre de 2019. En noviembre de 2020, el museo ganó el premio Apollo a la apertura del año. En mayo de 2021, el museo se unirá al proyecto MuseumFutures Africa, un proyecto destinado a desarrollar museos en el continente africano. Desde octubre de 2021, el museo forma parte de la plataforma Google Arts & Culture. En colaboración con Google, se digitalizaron 150 artefactos del museo, además se agregó un recorrido virtual con una versión adaptada de Google Street View.

## Colecciones
El museo contiene obras de arte de diferentes artistas de África occidental como El Anatsui, Uche Okeke y Bruce Onobrakpeya. El museo contiene una colección de esculturas históricas. El museo contiene obras de arte que datan desde el período precolonial hasta el presente. El museo contiene terracota Nok encontrada en Igbo-Ukwu y el centro norte de Nigeria, además de exhibiciones sobre el arte de Ife y el arte de Benín. El museo contiene esculturas de madera africanas tradicionales del artista yoruba Lamidi Olonade Fakeye. Además, el museo contiene obras de arte de los artistas Ben Enwonwu, Peju Alatise, Victor Ehikhamenor, Akinola Lasekan y Aina Onabolu . El museo contiene una escultura de bronce de una cabeza de Ife. El museo contiene fotografías de diferentes festivales culturales en Nigeria, la mayoría de estas fotografías fueron producidas por Ariyo Oguntimehin. Además, el museo cuenta con esculturas de Isiaka Osunde, Oladapo Afolayan, Adeola Balogun y Okpu Eze. El museo también tiene una colección de tallas de madera. El museo contiene una colección de máscaras Afikpo, que son máscaras tradicionales hechas de madera utilizadas por el pueblo Afikpo, un grupo étnico del estado de Ebonyi.  En agosto de 2021, el museo presentó una exposición llamada "Las manos invencibles", cuyo objetivo es celebrar las contribuciones artísticas de las mujeres artistas nigerianas, con obras de arte de Nmadinachi Egwim, Ayobola Kekere-Ekun, Damilola Tejuoso, Winifred Ukpong, Chidinma Nnoli, Fati Abubakar, Joy Labinjo, Abigail Nnaji, Lucy Azubuike, Taiye Idahor y Olawunmi Banjo. El museo contiene una sección dedicada a los miembros de la Escuela de Arte Oshogbo, con obras de Muraino Oyelami, Susanne Wenger, Rufus Ogundele y Nike Davies-Okundaye. El museo también contiene Bandejas de Adivinación de Ifá. El museo tiene entre sus colecciones tesoros que datan del siglo XVI del reino de Benín, también el museo tiene una estatuilla real que data del siglo XIV perteneciente al reino de Ife.